# 普利乡
普利乡，是中华人民共和国贵州省安顺市关岭布依族苗族自治县下辖的一个乡镇级行政单位。

## 行政区划
普利乡下辖以下地区：
南亚村、大地村、丫新村、长冲村、大坡村、克地村、核桃村、养马村、小坝村、东关村、中坝村、洒泵村、九盘村和下瓜村。